# Theo Bair
Thelonius « Theo » Bair né le 27 août 1999 à Ottawa, est un joueur international canadien de soccer. Il joue au poste d'attaquant à l'AJ Auxerre.

## Biographie

### Enfance et formations
Theo Bair est né et grandit à Ottawa. Il commence à jouer au soccer dans des équipes de jeunes, notamment aux Royals d'Ottawa, puis au Capital United et également au West Ottawa SC. En 2015, il rejoint ensuite le centre de formation des Whitecaps de Vancouver.

### Carrière en club
Le 17 juillet 2018, Theo Bair signe son premier contrat professionnel avec les Whitecaps de Vancouver, en tant que Homegrown Player. Il fera ses débuts lors de la saison 2019 de la MLS.
À seulement dix-neuf ans, il fait ses débuts en MLS, le 25 mai 2019. Il entre en jeu à la 71e minute en remplacement de Fredy Montero, lors d'une victoire 2-1 face au FC Dallas. Le 10 août, il inscrit son premier but en MLS face aux Timbers de Portland (défaite 3-1). Son but inscrit face aux Timbers est nommé plus beau but de la semaine 23.
Avec seulement trente minutes de jeu et quatre apparitions en 2021, Bair peine à s'imposer à Vancouver, cette situation amenant ainsi à son prêt à Hamarkameratene en deuxième division norvégienne à partir du mois d'août. Bair contribue avec quatre buts en dix-sept rencontres de championnat lors de la saison 2021 à l'issue de laquelle HamKam est promu en première division.
De retour à Vancouver, l'option de son contrat est exercée et il est ainsi de retour pour 2022. Néanmoins, le 31 janvier 2022, il est transféré au St Johnstone FC, formation de première division écossaise. Il y signe un contrat jusqu'en 2024.
Le 1er août 2023, il rejoint Motherwell FC. En s'inspirant de joueurs comme Viktor Gyökeres ou Benjamin Šeško à la vidéo afin d'améliorer son jeu, Theo Bair se révèle et inscrit 15 buts et 6 passes décisives lors de la saison 2023-2024 dont 13 buts et 5 passes décisives sur les 5 derniers mois de compétition.
Le 16 juillet 2024, il rejoint l'AJ Auxerre, tout juste promu en Ligue 1 pour un contrat de quatre ans.

### Carrière internationale
En novembre 2018, Theo Bair participe au Championnat de la CONCACAF des moins de 20 ans avec l'équipe du Canada des moins de 20 ans. Lors de ce tournoi, il dispute cinq rencontres, inscrit un but face à la Dominique,, et délivre deux passes décisives.
En janvier 2020, Theo Bair est convoqué pour la première fois en équipe du Canada par le sélectionneur national John Herdman, pour des matchs amicaux contre la Barbade et l'Islande. 
Le 7 janvier 2020, il honore sa première sélection contre la Barbade. Lors de ce match, Theo Bair entre à la 71e minute de la rencontre, à la place de Tesho Akindele. Cinq minutes plus tard, il inscrit son premier but en sélection. Le match se solde par une victoire 4-1 des Canadiens.
À la suite de ses performances remarquées avec Motherwell FC, Theo Bair fait son retour dans la sélection canadienne à l'occasion de la Copa América 2024. Le 13 juillet 2024, il joue son unique match de la compétition en entrant en jeu pour les treize dernières minutes du match pour la troisième place contre l'Uruguay,.

## Statistiques

### Statistiques détaillées
| Saison                | Club                   | Championnat           | Championnat | Championnat | Championnat | Coupe nationale | Coupe nationale | Coupe nationale | Coupe de la Ligue | Coupe de la Ligue | Coupe de la Ligue | Canada | Canada | Canada | Total | Total | Total |
| Saison                | Club                   | Division              | M.          | B.          | P.d.        | M.              | B.              | P.d.            | M.                | B.                | P.d.              | M.     | B.     | P.d.   | M.    | B.    | P.d.  |
| 2019                  | Whitecaps de Vancouver | MLS                   | 17          | 2           | 2           | 1               | 0               | 0               | -                 | -                 | -                 | -      | -      | -      | 18    | 2     | 2     |
| 2020                  | Whitecaps de Vancouver | MLS                   | 17          | 1           | 0           | -               | -               | -               | -                 | -                 | -                 | 2      | 1      | 0      | 19    | 2     | 0     |
| 2021                  | Whitecaps de Vancouver | MLS                   | 4           | 0           | 0           | -               | -               | -               | -                 | -                 | -                 | -      | -      | -      | 4     | 0     | 0     |
| Sous-total            | Sous-total             | Sous-total            | 38          | 3           | 2           | 1               | 0               | 0               | -                 | -                 | -                 | 2      | 1      | 0      | 41    | 4     | 2     |
| 2021                  | Hamarkameratene (prêt) | 1. divisjon           | 17          | 4           | 0           | 1               | 0               | 0               | -                 | -                 | -                 | -      | -      | -      | 18    | 4     | 0     |
| 2021-2022             | St Johnstone FC        | Premiership           | 7           | 0           | 0           | -               | -               | -               | -                 | -                 | -                 | -      | -      | -      | 7     | 0     | 0     |
| 2022-2023             | St Johnstone FC        | Premiership           | 27          | 1           | 1           | 1               | 0               | 0               | 3                 | 0                 | 2                 | -      | -      | -      | 31    | 1     | 3     |
| Sous-total            | Sous-total             | Sous-total            | 34          | 1           | 1           | 1               | 0               | 0               | 3                 | 0                 | 2                 | -      | -      | -      | 38    | 1     | 3     |
| 2023-2024             | Motherwell FC          | Premiership           | 38          | 15          | 6           | 2               | 0               | 0               | 1                 | 0                 | 0                 | 1      | 0      | 0      | 42    | 15    | 6     |
| 2024-2025             | AJ Auxerre             | Ligue 1               | 29          | 2           | 1           | 1               | 0               | 0               | -                 | -                 | -                 | 2      | 0      | 0      | 32    | 2     | 1     |
| Total sur la carrière | Total sur la carrière  | Total sur la carrière | 156         | 25          | 10          | 6               | 0               | 0               | 4                 | 0                 | 2                 | 5      | 1      | 0      | 171   | 26    | 12    |

## Palmarès
HamKam
- Champion de Norvège de deuxième division en 2021 (en)

### Distinction personnelle
- Membre de l'équipe-type de Scottish Premiership en 2024.